# Chaetostigmoptera angulicornis
Chaetostigmoptera angulicornis là một loài ruồi trong họ Tachinidae.